# Cosplay

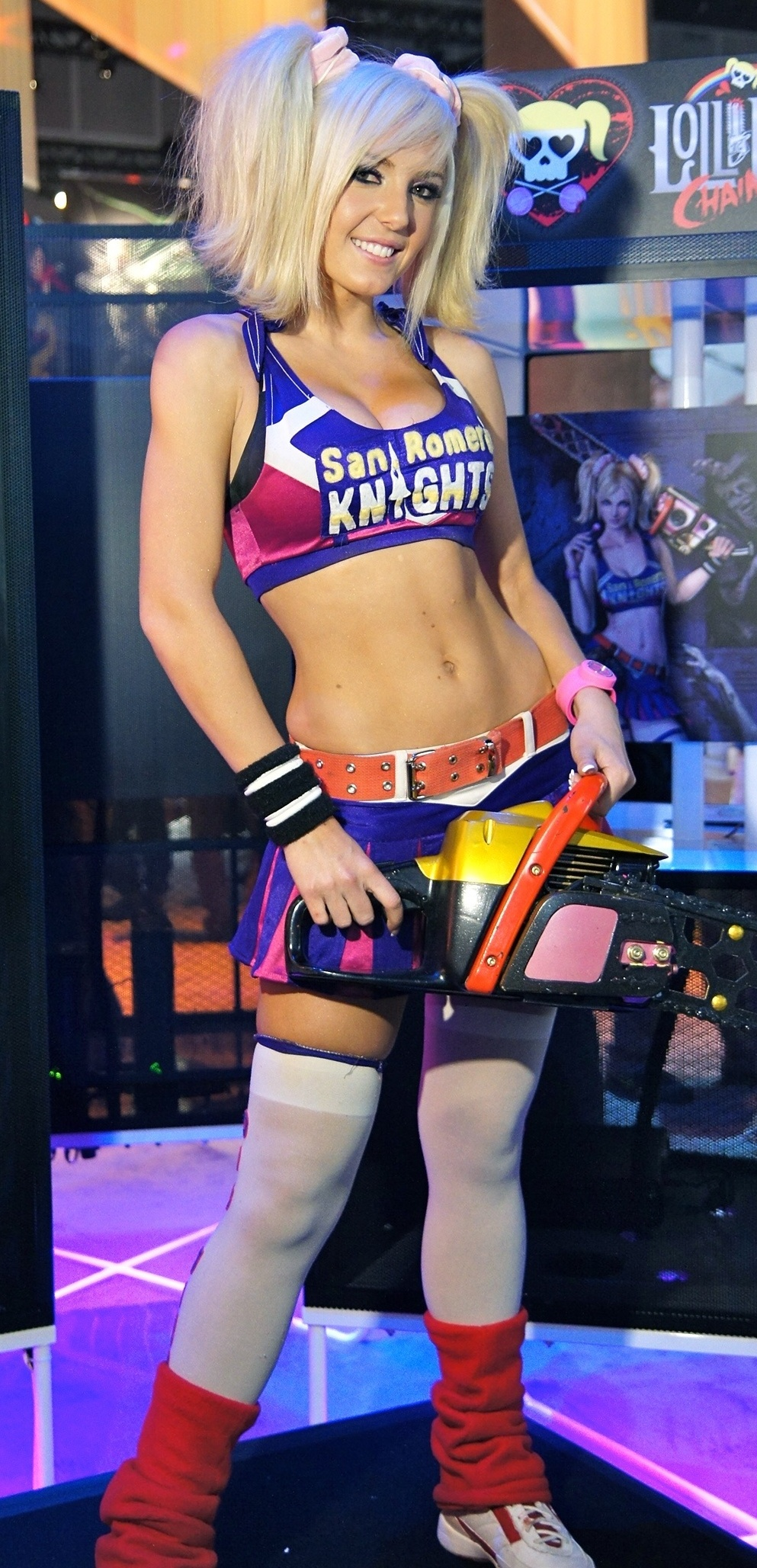
Cosplay zu Lollipop Chainsaw durch Jessica Nigri bei der E3 2012

Cosplay (japanisch コスプレ kosupure) ist eine in Japan geprägte Fanpraxis, die in den 1990er Jahren mit dem Manga- und Animeboom auch in die USA und nach Europa kam. Beim Cosplay stellt der Teilnehmer eine Figur aus einem Manga, Anime, Film, Videospiel oder anderen Medien durch ein Kostüm und Verhalten möglichst originalgetreu dar.

## Namensherkunft
Der Begriff Cosplay, das japanische Kofferwort aus den englischen Begriffen costume und play (wörtlich übersetzt „Kostümspiel“), wurde von Nobuyuki Takahashi geprägt, dem Gründer des japanischen Verlages Studio Hard. Takahashi verwendete seine Neuschöpfung erstmals im Juni 1983 in einem Artikel für die Zeitschrift My Anime.

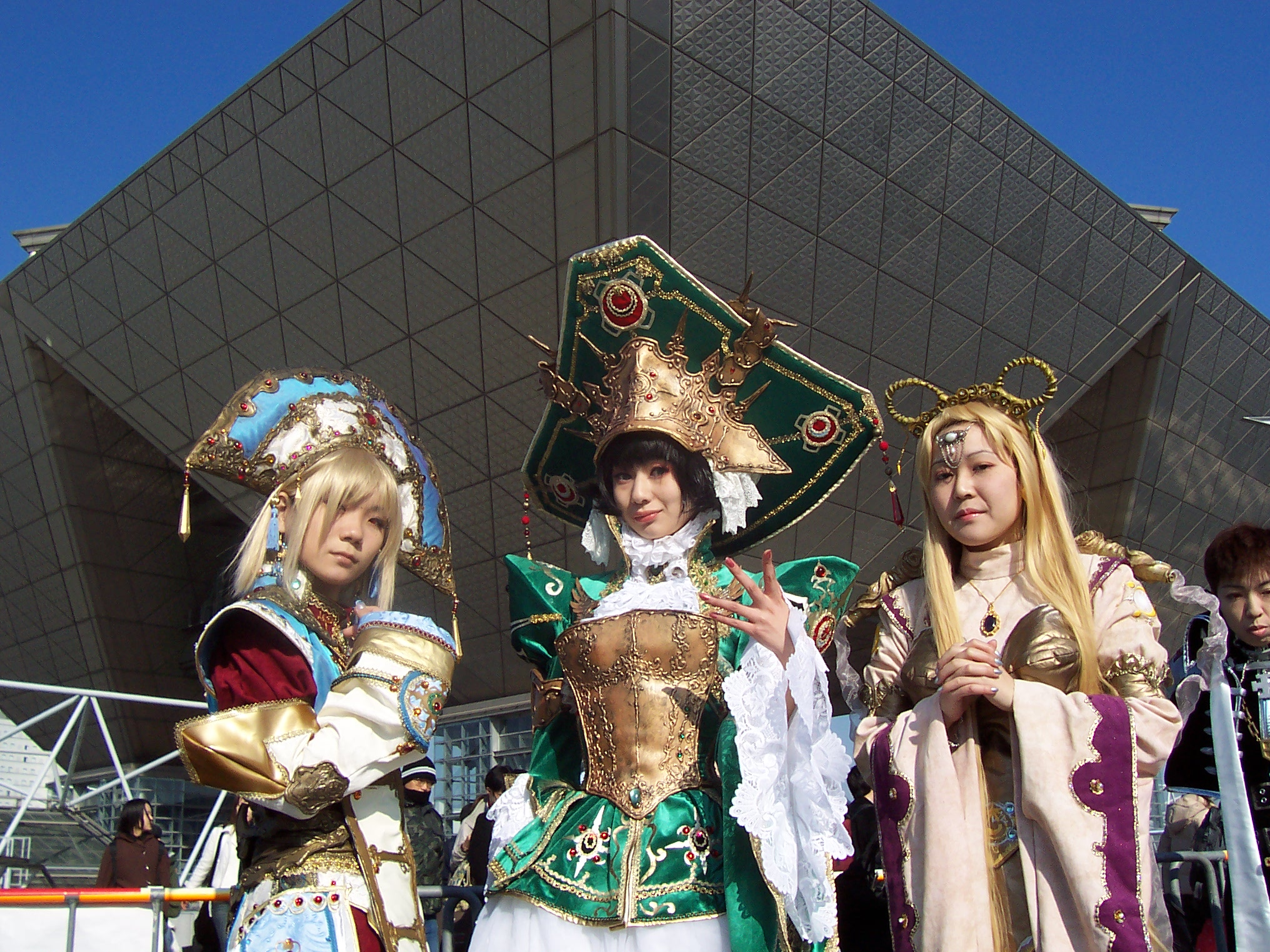
Japanische Cosplayer (Comiket 2005, Tokio)

## Funktion

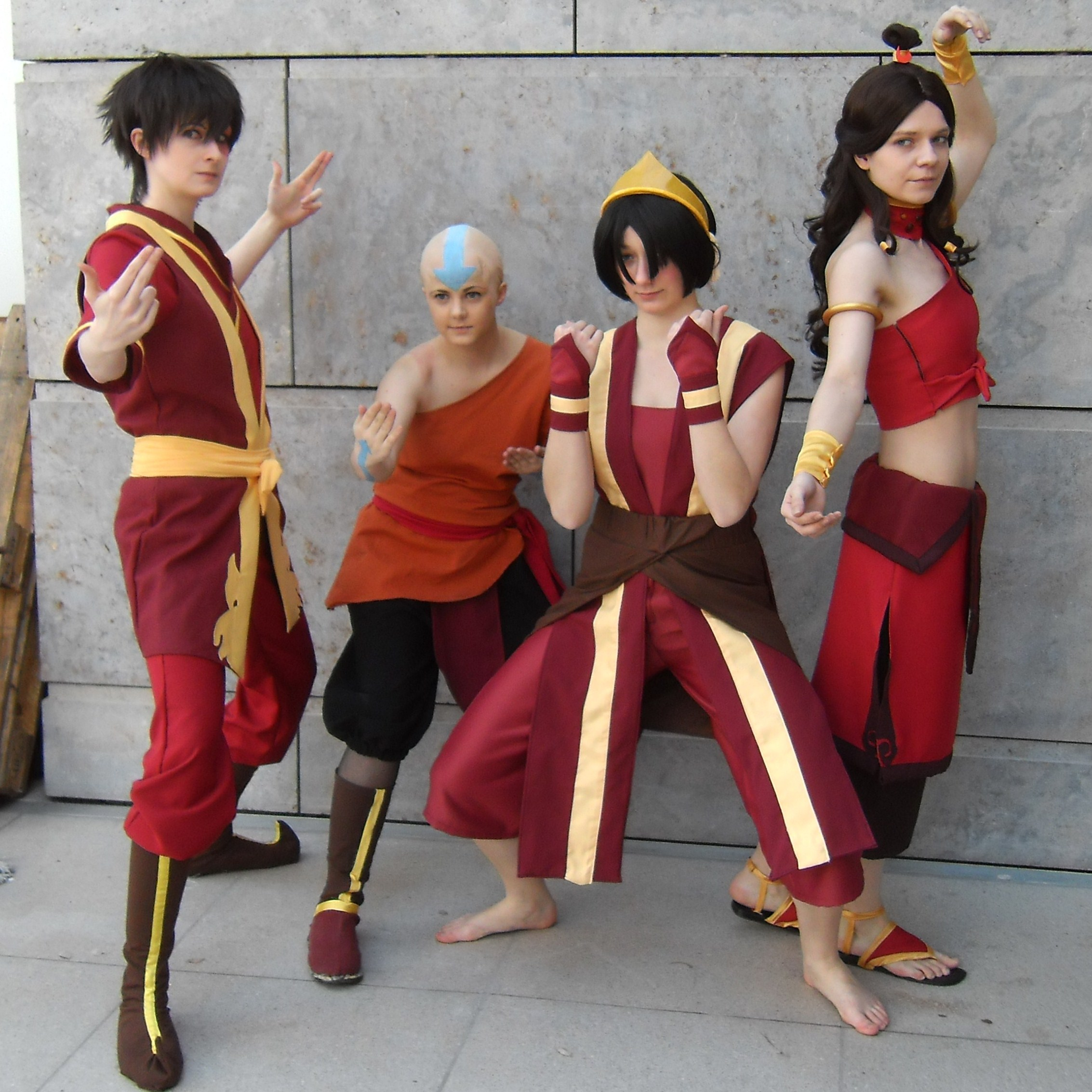
Cosplayer stellen Figuren aus Avatar – Der Herr der Elemente in der Kleidung der Feuernation dar: (v. l. n. r.) Prinz Zuko, Aang, Toph Bei Fong und Katara.

Beim Cosplay stellt der Teilnehmer eine Figur, zum Beispiel einen Superhelden oder einen Bösewicht, durch Kostüm, Maske, Accessoires und Verhalten möglichst nah am Original dar. Die Figur kann dabei aus einem Manga, einem Anime, einem Comic, einem Videospiel, einem Spielfilm, einer TV-Serie oder einem Roman stammen. Auch freie Interpretationen, das Vermischen von Charakteren und Darstellungen des anderen Geschlechts sind bei dieser Form des Rollenspiels möglich.
Cosplay wird überwiegend zum eigenen Vergnügen und für Wettbewerbe auf Conventions betrieben. Eine mögliche Einnahmequelle sind der Verkauf von selbst geschneiderten Kostümen und jeglicher Art von Zubehör sowie das Modeln oder das Mieten für Events. Nur ein kleiner Teil der Cosplayer betreibt das Hobby, um damit Geld zu verdienen. In der J-Rock-Fanszene werden oft Mitglieder japanischer Visual-Kei-Bands nachgeahmt. Generell ist der Bezug zu Japan unter Cosplayern stark verwurzelt. Neben Visual-Kei findet man viele Fans der Lolita-Mode.
Teilweise finden sich Varianten des Cosplays auch in der BDSM-Szene.

## Cosplay in Japan
Die Entwicklung von Cosplay in den 1980er Jahren in Japan steht im Zusammenhang mit der sich in dieser Zeit etablierenden Fanszene von Anime und Manga, deren erste Generation in diesem Jahrzehnt erwachsen wurde. Cosplay als Fanpraxis entstand, so Yasuhiro Takeda, auch als eine Reaktion von Fandoms auf den Urheberrechtsschutz der von ihnen geliebten Werke, der für viele Nachahmungen durchgesetzt wurde – bei Kleidung, Accessoires, Waffen oder ähnliches der Figuren aber in der Regel nicht – sodass sich im Cosplay ein Weg der kreativen Auseinandersetzung des Fans mit dem Werk ergab. Manche Cosplayer haben in Japan eine so große Popularität erreicht, dass so genannte „Idol Cards“ (Sammelfotokarten) von ihnen erhältlich sind. Viele Cosplayer, die auch im Internet aktiv sind, stellen ihre Kostüme auf eigens dafür gestalteten Webseiten aus.
Größte Cosplay-Veranstaltung ist das vom Fernsehsender TV Aichi jährlich in Nagoya organisierte World Cosplay Summit, ein Wettbewerb für Cosplayer mit internationalem Teilnehmerfeld. Etwa seit dem Jahr 2000 entstehen in Japan zunehmend Cosplayrestaurants. In Etablissements für männliche Kunden (Maid Café) sind die Kellnerinnen als Dienstmädchen, Krankenschwestern o. ä. verkleidet. In Etablissements für ein weibliches Zielpublikum (Butler Café oder auch Host Club) tragen die Kellner Butlerkostüme.
In Japan kann der Begriff „Cosplay“ auch als Synonym für erotische Rollenspiele oder für Bordelle, die erotische Rollenspiele anbieten, gebraucht werden.

## Westliche Cosplay-Veranstaltungen

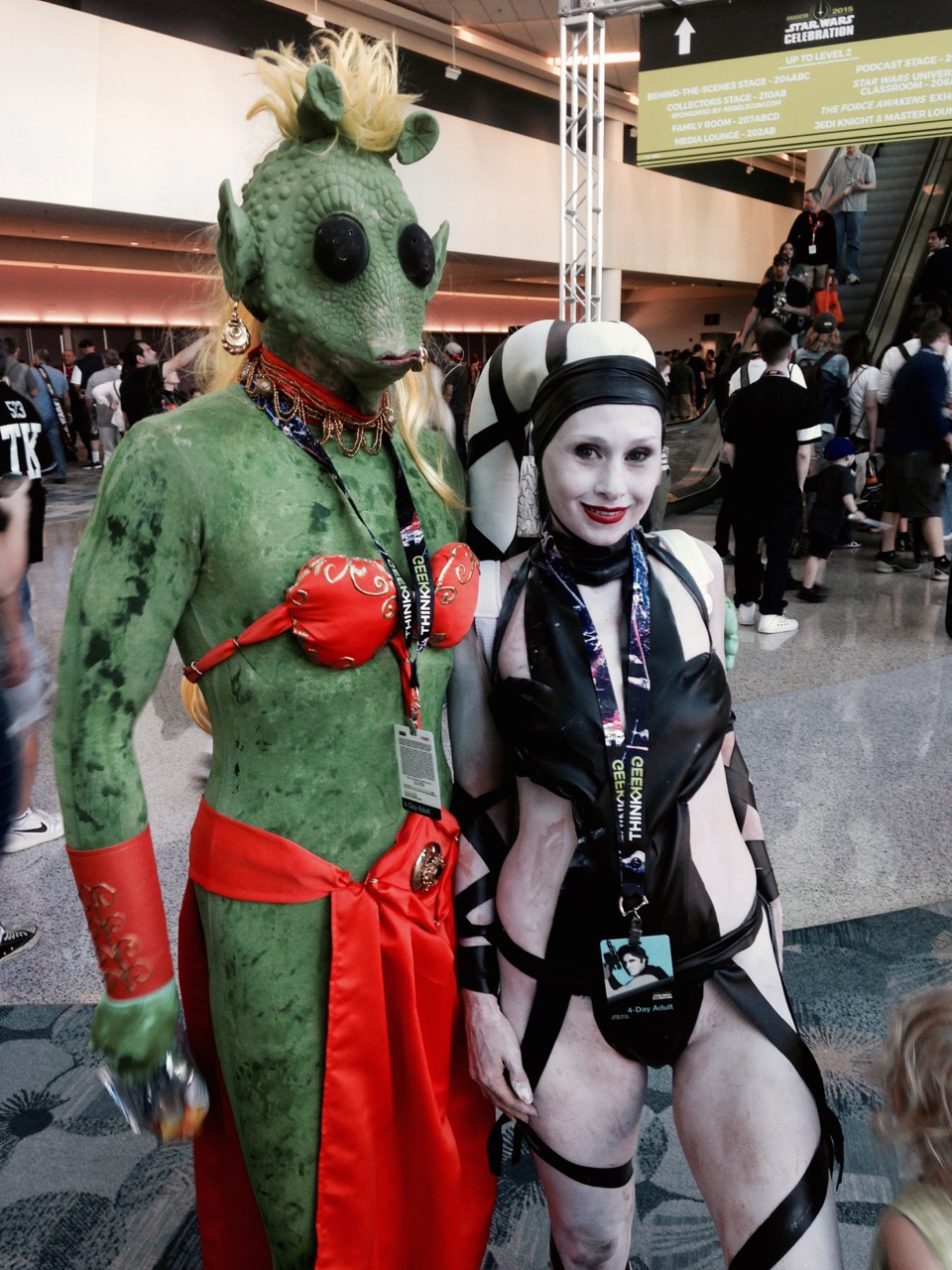
Cosplay von der Star-Wars-Celebration 2015

In Deutschland findet Cosplay neben Fantreffen und Anime- und Manga-Convention auch auf anderen Conventions wie der Gamescom statt, welche neben Panels und Ausstellungen in der Regel auch einen Cosplaywettbewerb veranstalten. Im Falle der GamesCom gibt es sogar ein eigenes CosplayVillage. Cosplaywettbewerbe der Anime/Manga-Szene auf westlichen Veranstaltungen erinnern an Varietéaufführungen. Die Cosplayer können dabei ein kurzes Stück zum Besten geben: Einige singen beispielsweise das Titellied der entsprechenden Fernsehserie, andere zitieren einen zum Charakter passenden Monolog. Gruppen führen meistens einen Sketch oder einen Showkampf auf. Im Wesentlichen wird hier mehr Bedeutung auf die Aufführung als auf das Kostüm gelegt. In den letzten Jahren wird mit steigender Tendenz der Auftritt durch Einspielen von Musik und eine dazu vorgeführte Choreografie unterstützt.
Die Jury eines Cosplaywettbewerbes besteht, abhängig von der Veranstaltung, meist aus Ehrengästen, Zeitschriftenredakteuren, Cosplayern und ehrenamtlichen Teilnehmern. Bewertet wird meist in den Kategorien „Ähnlichkeit der Figur mit dem Original“, „Machart/Fertigung des Kostüms“, „Präsentation des Charakters“, „Zuschauerreaktion“ und „persönlicher Eindruck“. Mit „Cosplay-Catwalk“ wird ein Wettbewerb bezeichnet, bei dem die Cosplayer keinen Auftritt aufführen, sondern lediglich über die Bühne laufen.

### Deutschland
In Deutschland findet seit 2007 die Deutsche Cosplaymeisterschaft statt. Weitere große Events mit Bezug zu Cosplay sind die DoKomi in Düsseldorf, die Connichi in Wiesbaden und die nach dem Vorbild der großen Comic Con International (die in San Diego stattfindet) gestalteten German Comic Con in Dortmund, Berlin und Frankfurt und Comic Con Germany in Stuttgart. Deutschland ist seit 2003 beteiligt am World Cosplay Summit, den inoffiziellen Weltmeisterschaften im Cosplay.
Auf manche Messen, die sich teilweise mit dem Thema Anime oder Computerspielen befassen, sind auch Cosplayer vertreten, so zum Beispiel auf der Leipziger Buchmesse.

### Österreich
Für Cosplay wichtige Veranstaltungen in Österreich sind die Conventions AniNite, Nippon Nation und Vienna Comic-Con. 2018 konnte der österreichische Vertreter beim EuroCosplay Final in London den ersten Platz erzielen. Österreich sandte im Jahr 2019 erstmals ein eigenes Team zum World Cosplay Summit.

### Schweiz
Die Cosplay-Szene der Schweiz ist stark durch die Sprachregionen getrennt. Zwar findet ein Austausch zwischen den Sprachregionen statt, das Ausleben des Hobbys unterscheidet sich z. T. aber stark. So traten bis auf zwei deutschschweizer Teams bisher ausschließlich französischsprachige Cosplayer an internationalen Wettbewerben an.
Wichtige Veranstaltungen mit Cosplay in der Schweiz sind die Fantasy Basel für die Deutschschweiz, die Polymanga für die französische Schweiz und die Japan Matsuri für das Tessin. Die erste Convention der Schweiz war die JapAniManga-Night, die das erste Mal im Jahr 2001 und 2018 das letzte Mal durchgeführt wurde.
Die Schweiz tritt seit 2016 mit einem eigenen Team am World Cosplay Summit an.

## Cosplay in Sicherheitsbereichen öffentlicher Orte
Das Tragen von Cosplay-Kostümen ist auf vielen Flughäfen untersagt und kann dazu führen, dass Cosplayern, die in einem Cosplay-Kostüm am Flugsteig („Gate“) erscheinen, der Zutritt zum Flugzeug verwehrt werden kann.

## Filmische Rezeption
In Spielfilmen werden Cosplayer bisher weniger behandelt. In den Filmen Galaxy Quest oder Fanboys kommen zwar Sci-Fi-Cosplayer vor, diese stehen aber nicht im Fokus der Handlung. Des Weiteren gibt es noch Dokumentationen wie Trek Nation, welche die Hingabe der Cosplayer beim Erstellen ihrer Kostüme, bis hin zum Erlernen einer fiktiven Sprache beleuchten.
Erotische Filme, welche Cosplay zum Gegenstand haben, sind u. a. die japanische Anime-Miniserie Cosplay Complex, die japanische Produktion Cosplay von Oriental Dream Pictures aus dem Jahr 2006 sowie Cosplay Maniacs aus der Reihe Magic Banana (Vol. 14). Von 2004 bis 2006 sind vier Teile der Reihe CosPlayer des Studios Oriental Dream erschienen, jeweils mit nur einer Darstellerin in verschiedenen Cosplay-Szenen.